# Pierre Stutz
Pierre Stutz (* 7. November 1953 in Hägglingen, Aargau) ist ein Schweizer katholischer Theologe und Autor.

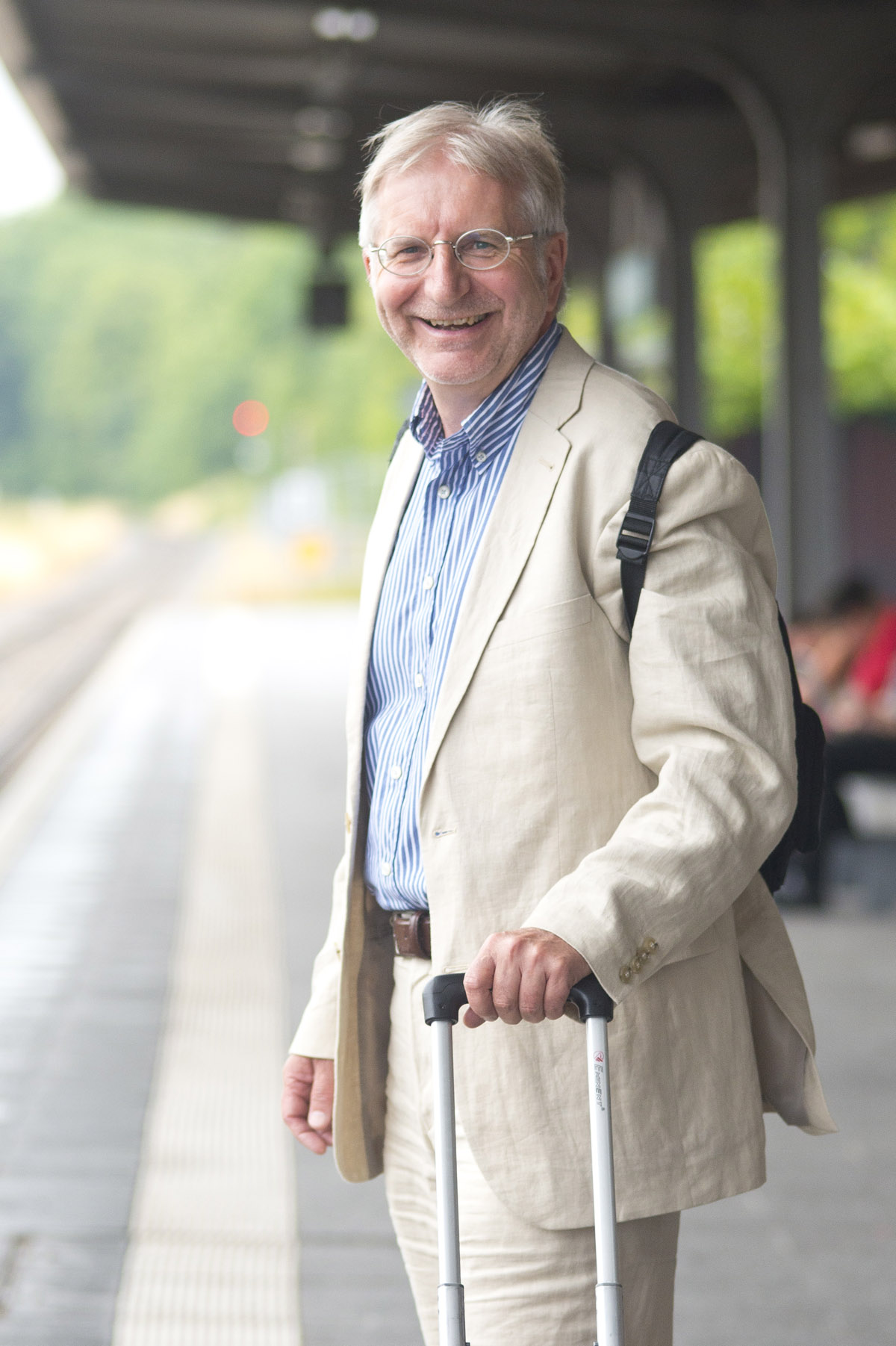
Pierre Stutz (2013)

## Leben
Als viertes und jüngstes Kind besuchte Stutz nach der Schulzeit von 1968 bis 1969 das Institut Catholique in Neuchâtel. Danach besuchte er die Mittelschule und trat 1974 als Novize in den katholischen Männerorden Brüder der christlichen Schulen (Schulbrüder) ein, welchen er 1978 wieder verliess. Stutz verliess Neuchâtel 1978, damit er in Luzern Theologie studieren konnte, und 1985 wurde er zum Priester des Bistums Basel geweiht. Von 1985 bis 1988 arbeitete Stutz im Fricktal als Jugendseelsorger und war anschliessend bis 1992 Bundesleiter des Jugendverbandes Junge Gemeinde in Zürich.
Stutz war von 1988 bis 1998 Dozent für das Fach Jugendpastoral am Katechetischen Institut der Theologischen Fakultät in Luzern. Von 1990 bis 1996 bildete er sich berufsbegleitend im Sozialtherapeutischen Rollenspiel am Adelheid-Stein-Institut in München aus. Eine persönliche Lebenskrise führte ihn 1992 zurück nach Neuchâtel, in die Abbaye de Fontaine-André, oberhalb der Stadt Neuchâtel.
1994 initiierte er zusammen mit den Frères des Écoles Chrétiennes von Fontaine-André ein «offenes Kloster», eine Gemeinschaft von Frauen und Männern, auch verheirateten, die miteinander leben und eine Spiritualität im Alltag suchen. Stutz war von 1998 bis 2010 Mitredakteur in der spirituellen Fotozeitschrift ferment. 
Im Sommer 2002 legte Stutz sein Priesteramt nieder. Seit 2003 ist Pierre Stutz mit seinem Lebensgefährten Harald Weß zusammen. Das Paar ist verheiratet und wohnt in Osnabrück.

## Werke
Zu seinen Thesen, die er in zahlreichen Publikationen veröffentlichte, gehört, dass jeder und jede Einzelne seinen eigenen Weg von Spiritualität und Glaube finden muss, um beides befreiend leben zu können. Der Weg, zur individuellen Spiritualität verlaufe über Rituale und  die bewusste Auseinandersetzung mit eigenen seelischen Verwundungen. Stutz tritt heute im gesamten deutschsprachigen Raum als Referent und spiritueller Lehrer mit Vorträgen auf und gibt Seminare zu den Themen Achtsamkeit, innerer Versöhnung und dem eigenen spirituellen Weg. Auf evangelischen Kirchentagen sowie Katholikentagen ist er ebenso vertreten wie auch in kirchlichen Tagungshäusern, Klöstern und spirituellen Zentren.

## Auszeichnungen
Die Herbert-Haag-Stiftung, die Personen und Institutionen auszeichnet, die sich durch freie Meinungsäusserung und mutiges Handeln in der Christenheit exponieren, zeichnete Stutz mit dem Herbert-Haag-Preis 2020 aus.

## Publikationen (Auswahl)
- Gott sucht nicht immerzu Himmlisches in dir. Briefe an bekannte Mystiker, Vier-Türme-Verlag. Münsterschwarzach 2009, ISBN 978-3-89680-410-5
- Alltagsrituale. Wege zur inneren Quelle, mit einem Vorwort von Anselm Grün, Kösel. München 2011, ISBN 978-3-466-36494-7
- Deine Küsse verzaubern mich. Liebe und Leidenschaft als spirituelle Quellen, Kösel. München 2012, ISBN 978-3-466-37055-9
- Ein Stück Himmel im Alltag. Sieben Schritte zu mehr Lebendigkeit, Herder. Freiburg im Breisgau 2013, ISBN 978-3-451-06586-6
- Atempausen für die Seele, Herder. Freiburg im Breisgau 2013, ISBN 978-3-451-06585-9
- Verwundet bin ich und aufgehoben. Für eine Spiritualität der Unvollkommenheit. Kösel. München 2014, ISBN 978-3-466-36623-1
- In der Weite des Himmels. Ein meditativer Gang durch die Bibel, Herder. Freiburg im Breisgau 2014, ISBN 978-3-451-06290-2
- Geh hinein in deine Kraft. 50 Film-Momente fürs Leben, Herder. Freiburg im Breisgau 2015, ISBN 978-3-451-34219-6
- Vom Leben berührt. Achtsame Impulse für jeden Tag, Vier-Türme-Verlag, Münsterschwarzach 2016, ISBN 978-3-7365-0031-0
- Die spirituelle Weisheit der Bäume. Eine Entdeckungsreise, Patmos. Ostfildern 2017, ISBN 978-3-8436-0875-6
- Lass dich nicht im Stich. Die spirituelle Botschaft von Ärger, Zorn und Wut, Patmos. Ostfildern 2017, ISBN 978-3-8436-0950-0
- Geborgen und frei. Mystik als Lebensstil, Kösel. München 2018, ISBN 978-3-466-37227-0
- 50 Rituale für die Seele, Herder. Freiburg im Breisgau 2018, ISBN 978-3-451-03124-3
- Menschlichkeit JETZT!, Patmos Verlag 2021, ISBN 978-3-8436-1251-7
- Engel des Trostes wünsche ich dir. Kraft in Zeiten der Trauer, Verlag am Eschbach 2022, ISBN 978-3-86917-916-2
- Suchend bleibe ich ein Leben lang. 150 Meditationen, Patmos Verlag 2022, ISBN 978-3-8436-1357-6
- Wie ich der wurde, den ich mag, München: bene!, 2023 (Oktober), ISBN 978-3-96340-245-6